# Miquel Duran i Saurina
Miquel Duran i Saurina   (Inca, 1866 - Inca, 1953) va ser un activista cultural, periodista, impressor i poeta mallorquí.
De família pagesa, la seva formació va ser autodidacta. Evolucionà cap al regionalisme d'inspiració conservadora i religiosa. L'any 1900 fundà an Inca el Cercle d'Obrers Catòlics, on hi creà una caixa rural i un sindicat agrícola. El 1903 fundà una llibreria a Inca i el 1907 una impremta. Com a impressor va promoure diverses publicacions en català. El cap d'any de 1917 organitzà a Inca la "Diada de la Llengua Catalana". Va ser vocal de la secció mallorquina de Nostra Parla (1918). El 1920 fundà l'Orfeó l'Harpa d'Inca, orfeó i societat de formació municipal. Des de l'any 1922 actuà en el marc d'un regionalisme catòlic, inspirat en la Lliga, influït per Torras i Bages i Prat de la Riba. Fundà els setmanaris Es Ca d'Inca (1900-1904), La Bona Causa (1904-1905), Ca Nostra (1907-1929) i La Veu d'Inca (1915-1919). Dirigí La Ignorància en la seva segona època (1918-1919). Formà part de l'Associació per la Cultura de Mallorca. Com a poeta publicà Flors de roella (1922) i A la Mare de Déu de Lluc (1936), que el configuren com un poeta menor de l'Escola Mallorquina. Va ser aconsellat literàriament per Miquel Costa i Llobera
El 1982 se li tributà un homenatge a Inca i se'n publicaren les Poesies. Gabriel Janer Manila publicà Miquel Duran i Saurina: treballador de la cultura, poeta del poble (1866-1953).